# 産業車両整備技能士
産業車両整備技能士（さんぎょうしゃりょうせいびぎのうし）とは、国家資格である技能検定制度の一種で、都道府県知事（問題作成等は中央職業能力開発協会、試験の実施等は都道府県職業能力開発協会）が実施する、産業車両整備に関する学科及び実技試験に合格した者をいう。名称独占資格である。

## 概要
産業車両とは、工場構内や倉庫構内などで使用されるフォークリフトなどの荷役運搬用の車両のことであり、技能検定では、産業車両の整備作業に必要な技能と知識を認定する。

## 級別
等級には、1級及び2級があり、それぞれ上級技能者、中級技能者が通常有すべき技能の程度と位置づけられている。

## 実技作業試験内容（産業車両整備作業）
- 1級

1. フォークリフトの荷役回路のリリーフ圧力の測定並びに荷役装置の不良部品、不良箇所及び不良状態の判定を行う。試験時間＝30分
2. 与えられた電気回路盤について、不良部品の判定を行う。試験時間＝30分
3. 整流器の分解、組立て及び測定並びに不良部品の判定を行う。試験時間＝30分
4. エンジンのコンプレッション圧力測定、各シリンダバルブ隙間の測定及び良否判定を行う。試験時間＝30分
5. フォークリフトのトルコンの主圧、クラッチ圧及びトルクコンバータ出口圧の測定並びにコントロールバルブの分解及び不良部品の判定を行う。試験時間＝30分

- 2級

1. 油圧シリンダの分解、測定及び組立てを行う。試験時間＝25分
2. 与えられた充電回路用部品について、不良部品の判定を行う。試験時間＝15分
3. 充電器について、負荷時の出力電圧及び出力電流の測定を行う。試験時間＝15分
4. 与えられた電気回路盤について、不良部品の判定を行う。試験時間＝15分
5. インジェクションノズルの開弁圧等の測定、調整方法及び良否判定並びにラジエタキャップの気密度（保持圧力）等の測定及び良否判定を行う。試験時間＝15分

※実技の合格点は60点。(100点からの減点式)

## 学科試験内容（産業車両整備作業）
•1級
真偽法(正誤法)　○×　25問
多肢択一法(選択法)イロハニ　　25問
フォークリフトの構造、故障診断
溶接補助記号、法令関係
旋盤道具、鉄鋼焼入熱処理、ろう材融解温度、金属材料の比重、強度計算、主成分
軸受アキシャル荷重、スプライン継手、
力学、磁力、フレミングの法則、ギヤ、歯車、電気機械器具防爆構造規格
電気の応用知識、トランジスタ、コンデンサー、ダイオード、
物体加速度計算、
産業廃棄物法令
労働安全衛生法
JIS規格法令、記号
•2級
※学科の合格点は65点。(50問中33問で合格)

## 取得後の称号
技能検定に合格すると技能士を称することができる。資格を表記する際には「1級産業車両整備技能士」、「2級産業車両整備技能士」のように等級を明示する必要がある。等級の非表示、等級表示位置の誤り、職種名の省略表示などは不可である。
なお職業能力開発促進法により、型枠施工技能士資格を持っていないものが型枠施工技能士と称することは禁じられている。